# 克拉倫斯港 (阿拉斯加州)
克拉倫斯港（英語：Port Clarence）是位於美國阿拉斯加州諾姆人口普查區的一個人口普查指定地區。根據2010年美國人口普查，該地共人口24人，而該地的面積約為94.40平方千米。

## 地理
克拉倫斯港的座標為65°15′58″N 166°51′10″W / 65.26611°N 166.85278°W，而該地的平均海拔高度為5米（即16英尺）。